# Frank Harry Mobley
Pour les articles homonymes, voir Mobley.
Francis Harry Mobley  (14 mai 1870-3 février 1920) est un homme politique canadien de la Colombie-Britannique. Il est député provincial de la libéral de la circonscription britanno-colombienne de Atlin de 1916 à 1920.
Mobley meurt en fonction des suites de complications liées à la grippe à l'Empress Hotel de Victoria à l'âge de 49 ans.